# Scelolophia purpurata
Scelolophia purpurata là một loài bướm đêm trong họ Geometridae.